# Gorczycznik pospolity
Gorczycznik pospolity, rzeżucha zimowa, ziele św. Barbary, „barbarka” (Barbarea vulgaris) – gatunek rośliny należący do rodziny kapustowatych. Występuje w stanie dzikim w Europie, dużej części Azji (Azja Zachodnia, Syberia, Mongolia, Chiny, Azja Środkowa, Nepal, Pakistan). Rozprzestrzenia się także poza tymi obszarami, np. w Afryce Północnej (Algieria, Tunezja) i gdzieniegdzie w innych rejonach. W Polsce jest pospolity.

## Morfologia

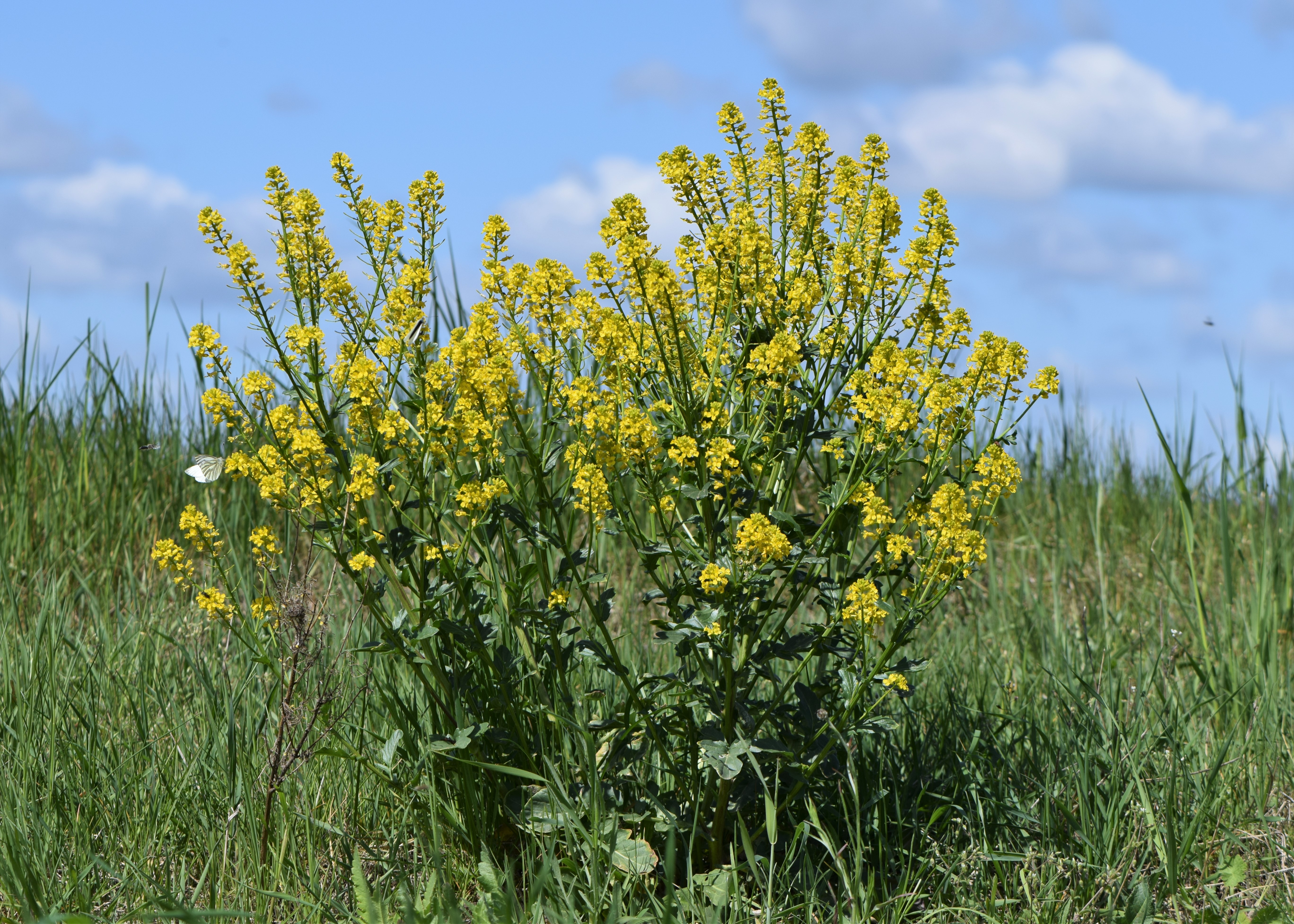
Pokrój

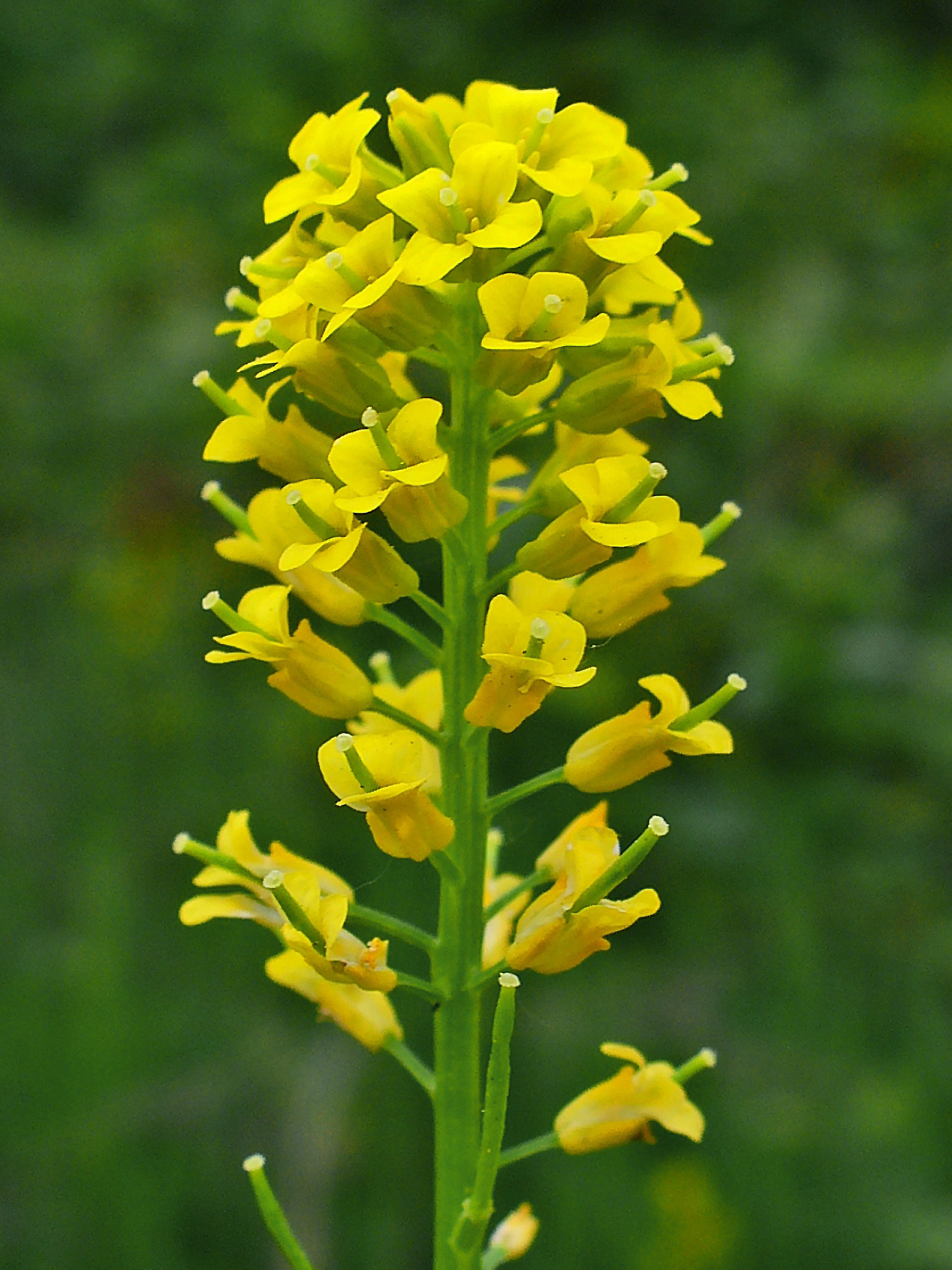
Kwiatostan

ŁodygaWysokość 20–80 cm.
LiścieGórne liście siedzące, głęboko ząbkowane lub wycięte, jajowate. Dolne liście ogonkowe, z pięcioma – dziewięcioma parami wydłużonych, łukowato powycinanych, ząbkowanych łatek bocznych i małą łatką szczytową, u nasady często sercowatą.
KwiatyZłotożółte, o 5–7 mm długich płatkach korony, dwa razy dłuższych od kielicha. tworzą gęste grona bez przysadek.

## Biologia i ekologia
Roślina dwuletnia. Kwitnie od maja do czerwca. Siedlisko: przydroża, groble, nasypy, wysypiska, pola, żywopłoty. Chętnie na ławicach piaskowych i żwirowych brzegach rzek. Liczba chromosomów 2n = 16.

## Zastosowanie
- Sztuka kulinarna: jadalne liście jako dzika sałata.

## Synonimy
Posiada wiele nazw łacińskich (synonimów):
- Barbarea arcuata (Opiz ex J. Presl & C. Presl) Rchb.
- Barbarea vulgaris var. arcuata (Opiz ex J. Presl & C. Presl) Fr.
- Barbarea vulgaris var. brachycarpa Rouy & Foucaud
- Barbarea vulgaris var. longisiliquosa Carion
- Barbarea vulgaris var. sylvestris Fr.
- Campe barbarea (L.) W. Wight ex Piper
- Erysimum arcuatum Opiz ex J. Presl & C. Presl
- Erysimum barbarea L.